# Hyporthodus exsul
Hyporthodus exsul är en fiskart som först beskrevs av Fowler, 1944.  Hyporthodus exsul ingår i släktet Hyporthodus och familjen havsabborrfiskar. IUCN kategoriserar arten globalt som otillräckligt studerad. Inga underarter finns listade i Catalogue of Life.